# Оселна (Софийска област)
 Тази статия е за селото в Софийска област.  За другото село с това име вижте Оселна (област Враца).  
Оселна е село в Западна България. То се намира в община Етрополе, Софийска област.

## География
Село Оселна се намира в планински район.

## История
Някога това е била най-голямата махала на село Брусен. Много от жителите му са се изселили в село Брестовене, Балбунарско.

## Други
Едни от родовете в Оселна са Цаполи, Адревци, Вековци, Плюшковци.